# Flèche descendante
En psychologie, la flèche descendante est une technique thérapeutique issue des thérapies cognitivo-comportementales (TCC), d'exploration des scénarios construits par le patient autour de situations qu'il évite ou redoute.

## Procédure
Elle consiste à amener délicatement le patient à aller jusqu'au bout du scénario qu'il redoute pour en connaître les étapes de déroulement et les émotions associées.
La plupart du temps en effet le patient ne va livrer qu'une toute petite partie de ce scénario qui se joue sous forme de cognitions verbalisées ou imagées.
Généralement il s'agit de pensées automatiques exemple : "il ne faut pas que je sorte c'est trop dangereux."
Il faut donc l'amener à aller jusqu'au bout de l'évènement redouté et de ses conséquences. Le thérapeute va partir de cette pensée automatique et inviter le patient à s'imaginer les conséquences possibles selon lui, et leur conséquences pour le patient. Il faut donc être très empathique car la flèche descendant ramène le patient à des cognitions désagréables, douloureuses, qu'il préfère garder pour lui ou auxquelles il ne veut pas penser. Il faut aussi rester vigilant dans l'investigation que permet la flèche descendante car il ne s'agit pas pour le thérapeute de substituer ses propres cognitions à celles du patient. Le codage de ces cognitions pouvant être de nature imagée, il est possible de recourir à la fermeture des yeux pour en faciliter la récupération.

## Indications dans les prises en charge
L'utilisation de la flèche descendante peut être pertinente dans l'analyse fonctionnelle (repérer les cognitions et les conséquences d'une situation pour le patient). Elle peut aussi être utilisée dans la conduite de la restructuration cognitive. Il s'agira alors de permettre au patient "de se décentrer par rapport au point de vue initial et de remplacer progressivement ses pensées automatiques par des pensées alternatives" (Mihaescu, G., et al.,1998 p.252).
La flèche descendante est une technique à éviter ou à utiliser avec prudence dans la prise en charge des dépressions.